# Luis Mago
Luis Enrique del Pino Mago (Cumaná, Sucre; 15 de septiembre de 1994), más conocido como Luis Mago, es un futbolista venezolano nacionalizado británico que juega como defensa en Caracas Fútbol Club de la Primera División de Venezuela.

## Trayectoria
Empezó su carrera en el Nueva Cádiz FC (Cumaná, estado de Sucre, Venezuela), desde la categoría Sub-10 hasta la categoría Sub-17, participando en la selección de fútbol del Estado Sucre. Mudándose en el año 2011 a la ciudad de Puerto La Cruz, Anzoátegui, Venezuela, en la cual jugó una temporada en el Deportivo Anzoátegui "B", siendo cedido en calidad de préstamo a varios clubes, como Real Anzoátegui y Caracas F. C., destacándose como lateral izquierdo. Fichando con el Carabobo F. C., equipo en el cual no jugó muchos minutos en la primera temporada, siendo cedido en calidad de préstamo, jugando una temporada con el Deportivo Anzoátegui en la que se dio a conocer como lateral Izquierdo.
Posteriormente, jugó las siguientes temporadas en el Carabobo F. C. (dos temporadas) marcando el primero gol en Copa Libertadores del Carabobo F.C., logrando el llamado a la selección nacional de Venezuela de la mano del entonces director técnico, Rafael Dudamel.
El 1 de enero de 2019 es fichado por el CD Palestino de la Primera División de Chile, jugando como defensor central y disputando la Copa América de 2019 con la Selección Venezolana de Futbol.
El 1 de enero de 2020, es fichado por la Universidad de Chile de la Primera División de Chile. Tras dos temporadas, el 8 de enero de  2022 es traspasado a Ñublense de la misma división. En junio de 2022, es anunciada su contratación por Banfield de Argentina.

## Selección nacional
Debutó el 7 de septiembre de 2018 con la selección de Venezuela, frente a la selección de Colombia, donde jugó 28 minutos, destacando con una buena actuación en la defensa.
Marcó su primer gol el 16 de octubre de 2018 en un encuentro amistoso frente a la selección de Emiratos Árabes Unidos en el primer minuto de juego, tras un centro de Rómulo Otero.
Su segundo gol lo marcaría el 17 de noviembre de 2020 frente a Chile en un duelo correspondiente a la Clasificación para la Copa Mundial 2022. 

### Participaciones en Copas América
| Torneo            | Sede   | Resultado        | Partidos | Goles |
| ----------------- | ------ | ---------------- | -------- | ----- |
| Copa América 2019 | Brasil | Cuartos de final | 3        | 0     |
| Copa América 2021 | Brasil | Fase de grupos   | 4        | 0     |

### Goles internacionales
| #  | Fecha                   | Sede                                               | Oponente               | Marcador | Resultado | Competencia               |
| -- | ----------------------- | -------------------------------------------------- | ---------------------- | -------- | --------- | ------------------------- |
| 1. | 16 de octubre de 2018   | Estadio Olímpico Lluís Companys, Barcelona, España | Emiratos Árabes Unidos | 1 – 0    | 2 – 0     | Amistoso                  |
| 2. | 17 de noviembre de 2020 | Estadio Olímpico de la UCV, Caracas, Venezuela     | Chile                  | 1 – 0    | 2 – 1     | Clasif. Copa Mundial 2022 |

## Estadísticas
| Club | Div.             | Temporada        | Liga  | Liga  | Copas nacionales (1) | Copas nacionales (1) | Torneos internacionales(2) | Torneos internacionales(2) | Total | Total |
| Club | Div.             | Temporada        | Part. | Goles | Part.                | Goles                | Part.                      | Goles                      | Part. | Goles |
| --- | ---------------- | ---------------- | ----- | ----- | -------------------- | -------------------- | -------------------------- | -------------------------- | ----- | ----- |
| Deportivo Anzoátegui · Venezuela | 1.ª              | 2014-15          | 3     | 0     | —                    | —                    | —                          | —                          | 3     | 0     |
| Deportivo Anzoátegui · Venezuela | 1.ª              | 2015             | 5     | 0     | 2                    | 1                    | 1                          | 0                          | 8     | 1     |
| Deportivo Anzoátegui · Venezuela | 1.ª              | 2016             | 29    | 1     | 3                    | 0                    | —                          | —                          | 32    | 1     |
| Deportivo Anzoátegui · Venezuela | Total            | Total            | 37    | 1     | 5                    | 1                    | 1                          | 0                          | 43    | 2     |
| Carabobo · Venezuela | 1.ª              | 2014-15          | 9     | 0     | —                    | —                    | —                          | —                          | 9     | 0     |
| Carabobo · Venezuela | 1.ª              | 2017             | 23    | 2     | 3                    | 0                    | 2                          | 0                          | 28    | 2     |
| Carabobo · Venezuela | 1.ª              | 2018             | 25    | 2     | 1                    | 0                    | 2                          | 1                          | 28    | 3     |
| Carabobo · Venezuela | Total            | Total            | 57    | 4     | 4                    | 0                    | 4                          | 1                          | 65    | 5     |
| Palestino · Chile | 1.ª              | 2019             | 17    | 1     | —                    | —                    | 11                         | 0                          | 28    | 1     |
| Palestino · Chile | Total            | Total            | 17    | 1     | 0                    | 0                    | 11                         | 0                          | 28    | 1     |
| Universidad de Chile · Chile | 1.ª              | 2020             | 18    | 0     | 1                    | 0                    | 2                          | 0                          | 21    | 0     |
| Universidad de Chile · Chile | 1.ª              | 2021             | 2     | 0     | 0                    | 0                    | 1                          | 0                          | 3     | 0     |
| Universidad de Chile · Chile | Total            | Total            | 20    | 0     | 1                    | 0                    | 3                          | 0                          | 24    | 0     |
| Ñublense · Chile | 1.ª              | 2022             | 11    | 0     | 0                    | 0                    | 2                          | 0                          | 13    | 0     |
| Ñublense · Chile | Total            | Total            | 11    | 0     | 0                    | 0                    | 2                          | 0                          | 13    | 0     |
| Banfield Argentina | 1.ª              | 2022             | 17    | 0     | 4                    | 0                    | 0                          | 0                          | 21    | 0     |
| Banfield Argentina | 1.ª              | 2023             | 6     | 0     | 1                    | 0                    | 0                          | 0                          | 7     | 0     |
| Banfield Argentina | Total            | Total            | 23    | 0     | 5                    | 0                    | 0                          | 0                          | 28    | 0     |
| Total en carrera | Total en carrera | Total en carrera | 165   | 6     | 15                   | 1                    | 21                         | 1                          | 201   | 8     |
| (1) Incluye datos de la Copa Venezuela, Copa Chile, Copa Argentina y Copa de la Liga Argentina. (2) Incluye datos de la Copa Libertadores y Copa Sudamericana. |                  |                  |       |       |                      |                      |                            |                            |       |       |

### Selección
Actualizado al último partido jugado el 27 de junio de 2021.
| Selección                                                                                              | Año           | Amistosos | Amistosos | Amistosos | América(1) | América(1) | América(1) | Mundial | Mundial | Mundial | Total | Total | Total  | Media goleadora |
| Selección                                                                                              | Año           | Part.     | Goles     | Asist.    | Part.      | Goles      | Asist.     | Part.   | Goles   | Asist.  | Part. | Goles | Asist. | Media goleadora |
| --- | ------------- | --------- | --------- | --------- | ---------- | ---------- | ---------- | ------- | ------- | ------- | ----- | ----- | ------ | --------------- |
| Sub-21 · Venezuela                                                                                     | 2018          | -         | -         | -         | 4          | 0          | 0          | 0       | 0       | 0       | 4     | 0     | 0      | 0.0             |
| Sub-21 · Venezuela                                                                                     | Total         | 0         | 0         | 0         | 4          | 0          | 0          | 0       | 0       | 0       | 4     | 0     | 0      | 0.0             |
| Absoluta · Venezuela                                                                                   | 2018          | 4         | 1         | 0         | 0          | 0          | 0          | 0       | 0       | 0       | 4     | 1     | 0      | 0.25            |
| Absoluta · Venezuela                                                                                   | 2019          | 2         | 0         | 0         | 3          | 0          | 0          | -       | -       | -       | 5     | 0     | 0      | 0.0             |
| Absoluta · Venezuela                                                                                   | 2020          | 0         | 0         | 0         | 2          | 1          | 0          | -       | -       | -       | 2     | 1     | 0      | 0.5             |
| Absoluta · Venezuela                                                                                   | 2021          | 0         | 0         | 0         | 5          | 0          | 0          | -       | -       | -       | 5     | 0     | 0      | 0.0             |
| Absoluta · Venezuela                                                                                   | 2022          | 0         | 0         | 0         | 0          | 0          | 0          | -       | -       | -       | 0     | 0     | 0      | 0.0             |
| Absoluta · Venezuela                                                                                   | Total         | 6         | 1         | 0         | 10         | 1          | 0          | 0       | 0       | 0       | 16    | 2     | 0      | 0.12            |
| Total carrera                                                                                          | Total carrera | 6         | 1         | 0         | 14         | 1          | 0          | 0       | 0       | 0       | 20    | 2     | 0      | 0.1             |
| (1) Incluye datos de Juegos Centroamericanos y del Caribe, Eliminatorias Sudamericanas y Copa América. |               |           |           |           |            |            |            |         |         |         |       |       |        |                 |